# Кульський Станок
Кульський Станок (рос. Кульский Станок) — улус Хоринського району, Бурятії Росії. Входить до складу Сільського поселення Хоринське.
Населення — 571 особа (2015 рік).